# Villa Torlonia (Frascati)

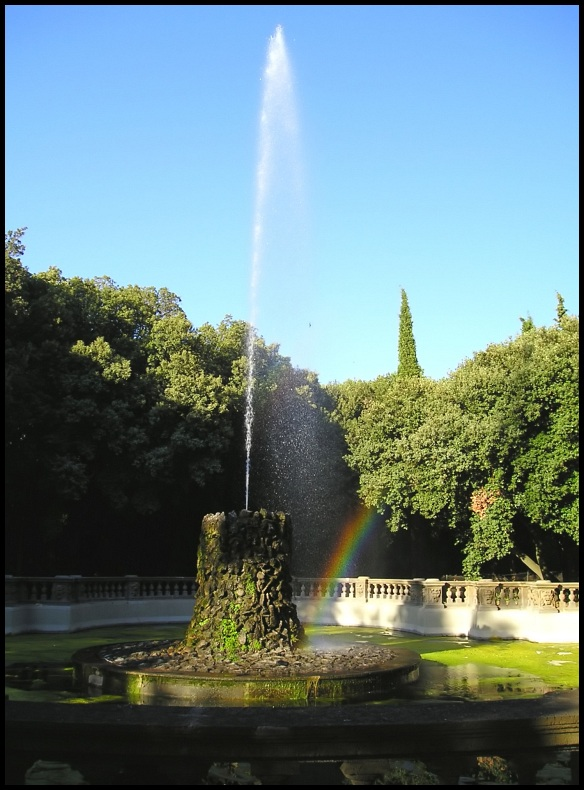
Fontana superiore, Villa Torlonia, Frascati.

La Villa Torlonia di Frascati è una delle dodici Ville Tuscolane.

## Storia
Nel 1563 il letterato italiano Annibal Caro acquistò un terreno dall'abbazia di Grottaferrata nei pressi di Frascati; su questo terreno costruì una villa che chiamò Caravilla. Qui passò l'ultima parte della sua vita, a partire dal maggio del 1563, e qui scrisse la famosa traduzione in italiano dell'Eneide. Annibal Caro incaricò l'architetto Nanni di Baccio Bigio che per molti anni seguì i diversi lavori.
Nel 1579 gli eredi di Annibal Caro vendettero la villa alla famiglia Cenci, che la cedette successivamente al cardinale Tolomeo Galli di Como, vescovo di Frascati. Nel 1606 questi la passò al cardinale Scipione Borghese che cercava a Frascati una villa degna di ospitare il nuovo pontefice, lo zio Paolo V Borghese e che non sfigurasse rispetto alla villa Belvedere degli Aldobrandini. I Borghese impegnarono per l'esecuzione di lavori d'ampliamento l'architetto Flaminio Ponzio.
Successivamente, per 34.000 scudi la villa venne acquistata dal duca di Gallese, Giovanni Angelo Altemps, che la diede al cardinale Ludovico Ludovisi, nipote di Alessandro Ludovisi, papa Gregorio XV. Il papa predilesse questa villa dove passava molto del suo tempo libero. La famiglia Ludovisi chiamò Carlo Maderno, il più importante architetto del tempo, per lavori di adattamento ed ampliamento del nucleo edilizio più antico; nel 1622 tutti i reperti antichi presenti nella villa, circa 50 pezzi, furono trasferiti alla villa Ludovisi di Roma, poi divenuto museo romano.

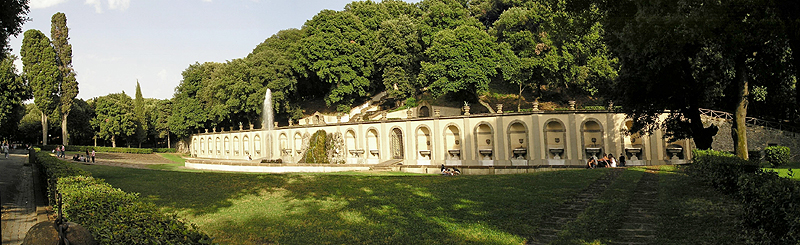
Teatro delle acque di Carlo Maderno, 1607-25.

Nel 1661 la villa venne acquistata da Pompeo Colonna, poi finì per eredità a Lucrezia Colonna che la donò nel 1680 a Giuseppe Lotario Conti. La famiglia Conti vendette la villa alla famiglia Cesarini-Sforza che nel 1841 passò alla famiglia Torlonia. Tutti questi personaggi e famiglie hanno nel tempo speso considerevoli somme per realizzarvi opere ancora oggi fruibili.
Nel bombardamento di Frascati dell'8 settembre 1943 il fabbricato della villa subì ingenti danni per cui fu completamente demolito; al suo posto fu costruito un edificio residenziale, mentre il parco divenne pubblico in seguito ad una permuta nel 1954, tra il comune di Frascati ed il duca Andrea Torlonia, del parco della villa in cambio della Tenuta Quadrato.